# ルウェンゴ県
ルウェンゴ県(ルウェンゴけん、英語：Lwengo District)はウガンダの中央地域南西部の県。
県都はルウェンゴ。
2014年の人口は27万5450人。

## 地理
- 北：センバブレ県
- 北東：ブコマンシンビ県
- 東：マサカ県
- 南：ラカイ県
- 西：リャントンデ県

県都ルウェンゴはマサカの約45km西に位置し、

首都カンパラの約150km南西に位置する。

## 歴史
2010年7月1日、マサカ県西部を割いて新設された。

## 経済
- 農業(薩摩芋・バナナ・玉蜀黍・豆・珈琲・ピーナッツ・柑橘類・マンゴー)
- 畜産(牛・山羊・羊・鶏)
- 魚の養殖
- 養蜂
- 採石

県全体が田舎で、病院は無い。